# ليديا فولغر فاولر
ليديا فولغر فاولر (بالإنجليزية: Lydia Folger Fowler)‏ ـ (5 مايو 1822 ـ 26 يناير 1879) هي طبيبة أمريكية رائدة وأستاذة جامعية وناشطة.
تعد فاولر ثاني امرأة في الولايات المتحدة الأمريكية تتخرج في مدرسة الطب بعد إليزابيث بلاكويل. وبالنظر إلى كون بلاكويل إنجليزية، فإن فاولر تكون أول امرأة أمريكية المولد على الإطلاق تتخرج في كلية الطب. عملت فاولر بالطب في نيويورك بين عامي 1852 و1869، ثم صارت عضوًا بهيئة تدريس مدرسة روتشستر الطبية، لتكون أول امرأة تعمل أستاذة في مدرسة طبية أمريكية.
انتقلت فاولر إلى العاصمة البريطانية لندن سنة 1863، ونشطت هناك ضمن جمعية الزهد النسائية البريطانية (بالإنجليزية: British Women's Temperance Society)‏، كما واصلت عملها بالطب وتثقيف النساء في مجالات الصحة والتربية والأمومة.
وفي أواخر سنة 1878 مرضت فاولر، وتوفيت في 26 يناير 1879، ودُفنت في مقبرة هايغيت في لندن.